# Formel 1-VM 2006
Formel 1-VM 2006 hade 18 deltävlingar som kördes under perioden 12 mars-22 oktober. Förarmästerskapet vanns av spanjoren Fernando Alonso och konstruktörsmästerskapet av Renault. 

## Nyheter
Säsongens nyheter var ett spännande kvalificeringssystem som tillämpar knockout, övergång till V8-motorer samt tillåtna däckbyten igen vilket kräver en annan racingstrategi. Elva stall tävlade, vilket senast hände 2002. Jordan Grand Prix blev MF1 Racing och senare Spyker F1, Minardi övergick i Toro Rosso, Sauber blev Sauber-BMW och sedan tillkom Super Aguri. Frågan var om 2005 års mästare Fernando Alonso skulle kunna försvara sin titel?
Belgiens Grand Prix var inställt på grund av en omfattande ombyggnad av Spa-banan. Däckleverantören Michelin gjorde här sin sista säsong.

## Vinnare
- Förare:  Fernando Alonso, Spanien, Renault
- Konstruktör:  Renault, Frankrike

## Grand Prix-kalender
| Grand Prix                 | Datum        | Bana           | Vinnande förare      | Vinnande tillverkare |   |
| -------------------------- | ------------ | -------------- | -------------------- | -------------------- | - |
| Bahrains Grand Prix        | 12 mars      | Sakhir         | Fernando Alonso      | Renault              | * |
| Malaysias Grand Prix       | 19 mars      | Sepang         | Giancarlo Fisichella | Renault              | * |
| Australiens Grand Prix     | 2 april      | Albert Park    | Fernando Alonso      | Renault              | * |
| San Marinos Grand Prix     | 23 april     | Imola          | Michael Schumacher   | Ferrari              | * |
| Europas Grand Prix         | 7 maj        | Nürburgring    | Michael Schumacher   | Ferrari              | * |
| Spaniens Grand Prix        | 14 maj       | Catalunya      | Fernando Alonso      | Renault              | * |
| Monacos Grand Prix         | 28 maj       | Monaco         | Fernando Alonso      | Renault              | * |
| Storbritanniens Grand Prix | 11 juni      | Silverstone    | Fernando Alonso      | Renault              | * |
| Kanadas Grand Prix         | 25 juni      | Montréal       | Fernando Alonso      | Renault              | * |
| USA:s Grand Prix           | 2 juli       | Indianapolis   | Michael Schumacher   | Ferrari              | * |
| Frankrikes Grand Prix      | 16 juli      | Magny-Cours    | Michael Schumacher   | Ferrari              | * |
| Tysklands Grand Prix       | 30 juli      | Hockenheimring | Michael Schumacher   | Ferrari              | * |
| Ungerns Grand Prix         | 6 augusti    | Hungaroring    | Jenson Button        | Honda                | * |
| Turkiets Grand Prix        | 27 augusti   | Istanbul Park  | Felipe Massa         | Ferrari              | * |
| Italiens Grand Prix        | 10 september | Monza          | Michael Schumacher   | Ferrari              | * |
| Kinas Grand Prix           | 1 oktober    | Shanghai       | Michael Schumacher   | Ferrari              | * |
| Japans Grand Prix          | 8 oktober    | Suzuka         | Fernando Alonso      | Renault              | * |
| Brasiliens Grand Prix      | 22 oktober   | Interlagos     | Felipe Massa         | Ferrari              | * |

## Team och förare
| Stall/Tillverkare   | Nummer | Förare                           |
| ------------------- | ------ | -------------------------------- |
| Ferrari             | 5      | Michael Schumacher, Tyskland     |
| Ferrari             | 6      | Felipe Massa, Brasilien          |
| Honda               | 11     | Rubens Barrichello, Brasilien    |
| Honda               | 12     | Jenson Button, Storbritannien    |
| McLaren-Mercedes    | 3      | Kimi Räikkönen, Finland          |
| McLaren-Mercedes    | 4      | Juan Pablo Montoya, Colombia     |
| McLaren-Mercedes    | 4      | Pedro de la Rosa, Spanien        |
| Midland-Toyota      | 18     | Tiago Monteiro, Portugal         |
| Midland-Toyota      | 19     | Christijan Albers, Nederländerna |
| Red Bull-Ferrari    | 14     | David Coulthard, Storbritannien  |
| Red Bull-Ferrari    | 15     | Christian Klien, Österrike       |
| Red Bull-Ferrari    | 15     | Robert Doornbos, Nederländerna   |
| Renault             | 1      | Fernando Alonso, Spanien         |
| Renault             | 2      | Giancarlo Fisichella, Italien    |
| BMW Sauber          | 16     | Nick Heidfeld, Tyskland          |
| BMW Sauber          | 17     | Jacques Villeneuve, Kanada       |
| BMW Sauber          | 17     | Robert Kubica, Polen             |
| Super Aguri-Honda   | 22     | Takuma Sato, Japan               |
| Super Aguri-Honda   | 23     | Yuji Ide, Japan                  |
| Super Aguri-Honda   | 23     | Franck Montagny, Frankrike       |
| Super Aguri-Honda   | 23     | Sakon Yamamoto, Japan            |
| Toro Rosso-Cosworth | 20     | Vitantonio Liuzzi, Italien       |
| Toro Rosso-Cosworth | 21     | Scott Speed, USA                 |
| Toyota              | 7      | Ralf Schumacher, Tyskland        |
| Toyota              | 8      | Jarno Trulli, Italien            |
| Williams-Cosworth   | 9      | Mark Webber, Australien          |
| Williams-Cosworth   | 10     | Nico Rosberg, Tyskland           |

## Slutställning

### Förare

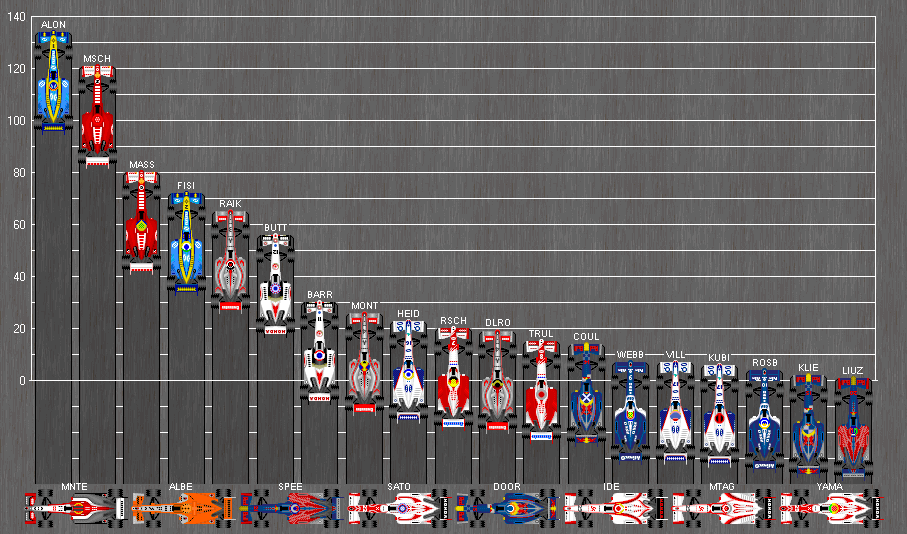
Slutställningen i bild

| Placering | Förare               | Konstruktör         | Poäng |
| --------- | -------------------- | ------------------- | ----- |
| 1         | Fernando Alonso      | Renault             | 134   |
| 2         | Michael Schumacher   | Ferrari             | 121   |
| 3         | Felipe Massa         | Ferrari             | 80    |
| 4         | Giancarlo Fisichella | Renault             | 72    |
| 5         | Kimi Räikkönen       | McLaren-Mercedes    | 65    |
| 6         | Jenson Button        | Honda               | 56    |
| 7         | Rubens Barrichello   | Honda               | 30    |
| 8         | Juan Pablo Montoya   | McLaren-Mercedes    | 26    |
| 9         | Nick Heidfeld        | BMW                 | 23    |
| 10        | Ralf Schumacher      | Toyota              | 20    |
| 11        | Pedro de la Rosa     | McLaren-Mercedes    | 19    |
| 12        | Jarno Trulli         | Toyota              | 15    |
| 13        | David Coulthard      | Red Bull-Ferrari    | 14    |
| 14        | Mark Webber          | Williams-Cosworth   | 7     |
| 15        | Jacques Villeneuve   | BMW                 | 7     |
| 16        | Robert Kubica        | BMW                 | 6     |
| 17        | Nico Rosberg         | Williams-Cosworth   | 4     |
| 18        | Christian Klien      | Red Bull-Ferrari    | 2     |
| 19        | Vitantonio Liuzzi    | Toro Rosso-Cosworth | 1     |

### Konstruktörer
| Placering | Konstruktör         | Poäng |
| --------- | ------------------- | ----- |
| 1         | Renault             | 206   |
| 2         | Ferrari             | 201   |
| 3         | McLaren-Mercedes    | 110   |
| 4         | Honda               | 86    |
| 5         | BMW                 | 36    |
| 6         | Toyota              | 35    |
| 7         | Red Bull-Ferrari    | 16    |
| 8         | Williams-Cosworth   | 11    |
| 9         | Toro Rosso-Cosworth | 1     |
| 10        | Midland-Toyota      | 0     |
| =         | Super Aguri-Honda   | 0     |